# Цейлонский бородастик
Цейлонский бородастик (лат. Psilopogon zeylanicus) — вид дятлообразных птиц семейства бородастиковых. Выделяют три подвида. Распространены на Индийском субконтиненте.

## Описание

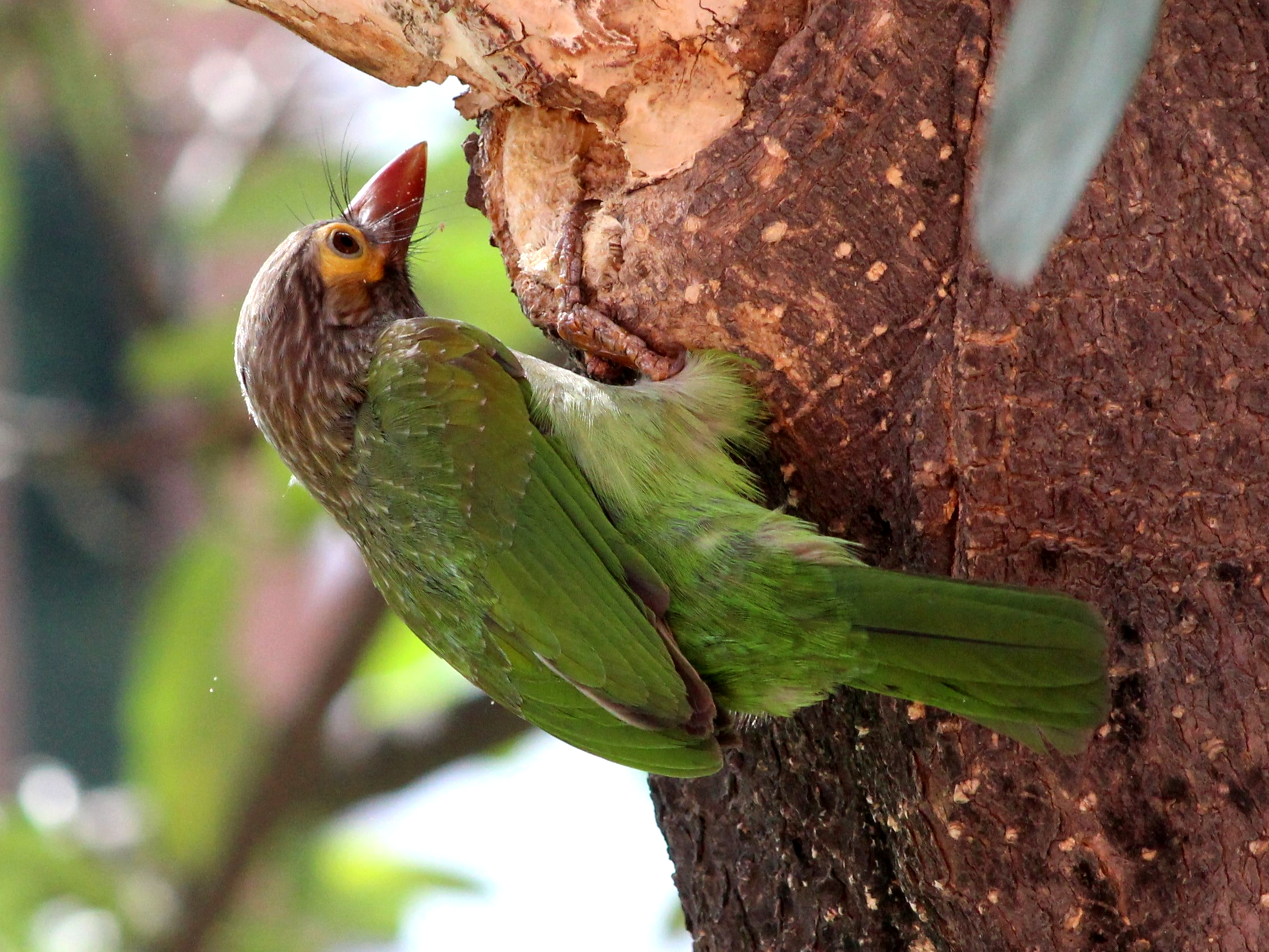

Цейлонский бородастик достигает длины 25—28,5 см и массы от 108 до 140 г. Половой диморфизм не выражен. Голова светло-коричневого цвета с беловатыми полосками. Широкий и крепкий клюв светло-красного цвета, в брачный период клюв становится светло-оранжевым. У основания клюва есть короткие щетинковидные перья серого цвета. Большие чёрные глаза окружены широким жёлтым кольцом. Шея и спина зелёные. Плечи также зелёные с маленькими белыми точками. Хвост зелёный, брюхо светло-зелёное, горло и грудь коричневые с белыми полосками. Ноги жёлтые.

## Биология
Цейлонский бородастик обитает в садах и лесистой местности, избегает густых лесов, часто встречается в городских парках. Встречается парами или небольшими семейными группами. Питается ягодами, фруктами и членистоногими. Сезон гнездования длится с февраля по октябрь. Гнездится в дуплах деревьев. В кладке 2—4 яйца. Насиживают кладку и кормят птенцов оба родителя. Продолжительность инкубационного периода и оперения птенцов не описаны.

## Подвиды и распространение
Выделяют три подвида:
- Psilopogon zeylanicus inornatus (Walden, 1870) – запад Индии
- Psilopogon zeylanicus caniceps (Franklin, 1831) – от Непала до центральной Индии
- Psilopogon zeylanicus zeylanicus (Gmelin, 1788) – юг Индии и Шри-Ланка